# Golden Boy Promotions
Golden Boy Promotions (Голден Бой Промоушенс) — американская промоутерская компания, занимающася организацией проведения профессиональных боксёрских поединков, основанная в 2001 году в Лос-Анджелесе бывшим чемпионом мира в шести весовых категориях Оскаром Де Ла Хойей.
Golden Boy Promotions является одной из известных промоутерских компаний в США и других странах мира. Поединки, организованные ею, транслируются на телеканалах США. Среди них: HBO, Showtime, NBC, ESPN. Golden Boy Promotions также владеет 25 % акций футбольной команды Хьюстон Динамо.

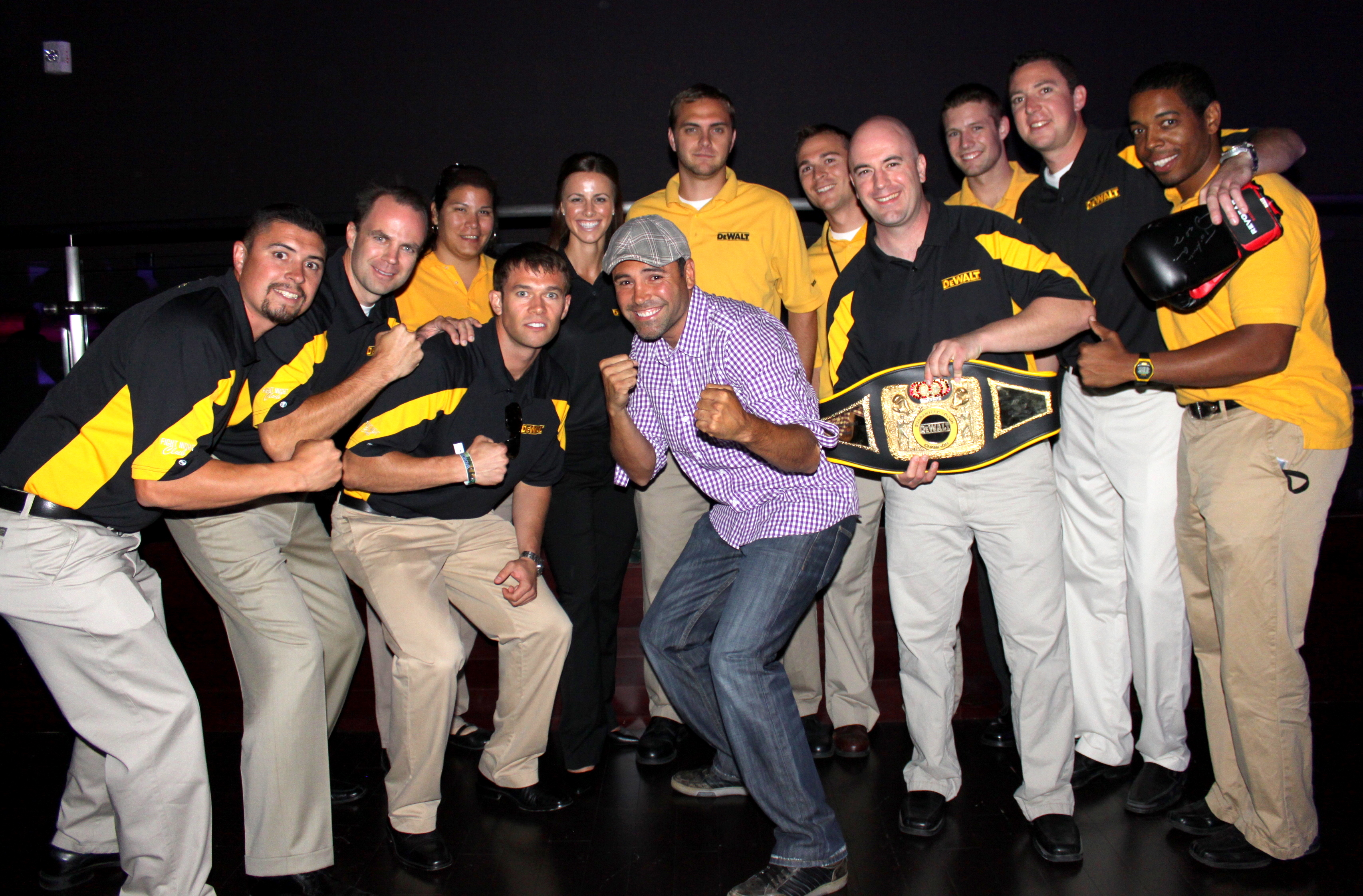
Де Ла Хойя (в центре) с командой на мероприятии Fight Night Club в июне 2010 г.

## Известные боксёры компании
| Имя                   | Весовая категория                        | Гражданство    | Дополнительно                                      |
| --------------------- | ---------------------------------------- | -------------- | -------------------------------------------------- |
| Абнер Марес           | Bantamweight (Легчайшая)                 | Мексика        | WBC Super Bantamweight Champion                    |
| Эрик Морель           | Bantamweight (Легчайшая)                 | Пуэрто-Рико    |                                                    |
| Даниэль Понте Де Леон | Featherweight (Полулёгкая)               | Мексика        |                                                    |
| Джонни Гонсалес       | Featherweight (Полулёгкая)               | Мексика        | WBC Featherweight Champion                         |
| Крис Джон             | Featherweight (Полулёгкая)               | Индонезия      | WBA Featherweight "Super" Champion                 |
| Исраэль Васкес        | Featherweight (Полулёгкая)               | Мексика        |                                                    |
| Рокки Хуарес          | Junior Lightweight (Первая лёгкая)       | США            |                                                    |
| Хорхе Линарес         | Lightweight (Лёгкая)                     | Венесуэла      | WBC Lightweight Champion                           |
| Хуан Мануэль Маркес   | Lightweight (Лёгкая)                     | Мексика        | Ring Magazine/WBO/WBA Lightweight "Super" Champion |
| Райан Гарсия          | Lightweight (Лёгкая)                     | США            | interim WBC Lightweight Champion                   |
| Хуан Диас             | Lightweight (Лёгкая)                     | США            |                                                    |
| Роберт Герреро        | Lightweight (Лёгкая)                     | США            |                                                    |
| Винсенте Эскобедо     | Lightweight (Лёгкая)                     | США            |                                                    |
| Хоэль Касамайор       | Junior Welterweight (Первая полусредняя) | Куба           |                                                    |
| Дэнни Гарсия          | Junior Welterweight (Первая полусредняя) | США            |                                                    |
| Рикки Хаттон          | Junior Welterweight (Первая полусредняя) | Великобритания |                                                    |
| Нейт Кэмпбелл         | Junior Welterweight (Первая полусредняя) | США            |                                                    |
| Амир Хан              | Junior Welterweight (Первая полусредняя) | Великобритания |                                                    |
| Маркос Майдана        | Junior Welterweight (Первая полусредняя) | Аргентина      | WBA Regular Light Welterweight Champion            |
| Карлос Молина         | Junior Welterweight (Первая полусредняя) | США            |                                                    |
| Виктор Ортис          | Welterweight (Полусредняя)               | США            |                                                    |
| Пол Малиньяджи        | Welterweight (Полусредняя)               | США            |                                                    |
| Сауль Альварес        | Junior Middleweight (Первая средняя)     | Мексика        | WBC Super Welterweight Champion                    |
| Эрисланди Лара        | Junior Middleweight (Первая средняя)     | Куба           |                                                    |
| Джеймс Киркланд       | Junior Middleweight (Первая средняя)     | США            |                                                    |
| Корнелийс Бандрейдж   | Middleweight (Средняя)                   | США            |                                                    |
| Рональд Райт          | Middleweight (Средняя)                   | США            |                                                    |
| Дэниел Джейкобс       | Super Middleweight (Вторая средняя)      | США            |                                                    |
| Либрадо Андраде       | Super Middleweight (Вторая средняя)      | Мексика        |                                                    |
| Энрике Орнелас        | Super Middleweight (Вторая средняя)      | Мексика        |                                                    |
| Бернард Хопкинс       | Light Heavyweight (Полутяжёлая)          | США            | Ring Magazine/WBC/IBO Light Heavyweight Champion   |
| Сет Митчелл           | Heavyweight (Тяжёлая)                    | США            |                                                    |
| Деонтей Уайлдер       | Heavyweight (Тяжёлая)                    | США            | WBC Heavyweight Champion                           |
| Дэвид Хэй             | Heavyweight (Тяжёлая)                    | Великобритания | совместно с компанией Haye Promotions              |
| Гэри Расселл-младший  | Featherweight (Полулёгкая)               | США            |                                                    |
| Вячеслав Шабранский   | Light Heavyweight (Полутяжёлая)          | Украина        |                                                    |

## Содействие крупнейшим боксерским матчам в истории
5 мая 2007 года Golden Boy Promotions организовала Супер бой — один кассовых поединков между Флойдом Мэйвезером и Оскаром Де Ла Хойей. Также в декабре 2008 года Golden Boy Promotions совместно с Top Rank Promotions организовали другой бой между Оскаром Де Ла Хойей и Мэнни Пакьяо.

## Golden Boy Promotions и ММА
Golden Boy Promotions совместно с компанией Affliction решили совместно проводить организации поединков смешанных единоборств, но из-за допингового скандала компании, связанного с Affliction Entertainment, событие пришлось отменить.